# Svenskt biografiskt lexikon
Svenskt biografiskt lexikon (SBL) er en svensk personhistorisk encyklopædi, et standardværk, hvis offentliggørelse begyndte i 1917. Siden 1962, bliver leksikonet udgivet i statslig regi, og har siden 2009 været del af det svenske nationale Arkiv. Siden 2012, er leksikonet blevet tilgængelig på Internettet.

## Redaktionen
- 1-10 Bertil Boëthius
- 11-15 Bengt Hildebrand
- 16-22 Erik Grill
- 22-24 Birgitta Lager-Kromnow
- 25-31 Göran Nilzén
- 32– Åsa Karlsson

## Andre lande
De tilsvarende nationale biografiske opslagsværker er tilgængelig i mange andre lande, såsom:
- Dansk biografisk leksikon
- Norsk biografisk leksikon
- Suomen kansallisbiografia (Finlands nationalbiografi), udkom i 2003-2007 i ti bind.
- Biografiskt lexikon for Finland (BLF) begyndte i 2008, i fire bind.
- Dictionary of National Biography, Storbritannien

## Eksterne links
- Officiel hjemmeside (svensk)
- Svenskt biografiskt lexikon på Rødder (svensk)
- Biografisk leksikon over notable svenske personer i Projekt Runeberg (svensk)